# Equação de Burgers
A equação de Burgers, introduzida pela primeira vez por Harry Bateman em 1915 e mais tarde estudada por Johannes Martinus Burgers em 1948, é uma equação diferencial parcial fundamental e equação de convecção-difusão que ocorre em várias áreas da matemática aplicada, como mecânica dos fluidos, acústica não linear, dinâmica de gases, e fluxo de tráfego. É expressa por {\displaystyle u_{t}+c\cdot u_{x}=\mu \cdot u_{xx}}. O estudo dessa equação é de extrema importância, já que ela é utilizada como modelo matemático para análise de fenômenos como turbulência e formação de choque.
A equação de Burgers, estabelecida por Burgers em 1940, é uma equação diferencial parcial simplificada das equações de Navier-Stokes, do tipo convecção-difusão, para casos em que o gradiente de pressão possa ser ignorado. O termo não linear dá origem a uma onda que se move em alguma direção. Essa onda eventualmente se dissipa e a solução não linear tende à mesma forma da solução não linearizada, porém com amplitude menor.
A solução desta equação sem viscosidade, ou seja, com {\displaystyle \mu =0}, pode se dar pelo método das características, no qual é possível descobrir curvas características, onde a equação é reduzida para uma EDO.
Considerando {\displaystyle \mu >0}, Hopf e Cole deduziram que as equações de Burgers podem ser transformadas em uma equação linear da difusão do calor, conhecida como "transformação de Hopf-Cole".

## Teorema da Transformada de Hopf-Cole
Seja {\displaystyle v(x,t)>0} uma solução positiva da equação do calor:
{\displaystyle v_{t}=\mu v_{xx}}
Então, definimos a transformação de Hopf-Cole como:
{\displaystyle u(x,t)=-2\mu {\frac {v_{x}}{v}}}
Essa transformação é útil para converter a equação de Burgers na equação do calor, facilitando sua resolução.

## Teorema da Conservação de Massa
O Teorema da Conservação de Massa afirma que a integral total da solução {\displaystyle u(x,t)}  ao longo de toda a reta real {\displaystyle \mathbb {R} } permanece constante no tempo, desde que {\displaystyle u(x,0)\in L^{1}(\mathbb {R} ).}
Seja u(x,t) uma solução da equação de Burgers viscosa:
{\displaystyle u_{t}+uu_{x}=\mu u_{xx}}
com condição inicial {\displaystyle u(x,0)\in L^{1}(\mathbb {R} ).}  Então, para todo {\displaystyle t\geq 0} , a seguinte identidade se mantém:
{\displaystyle \int _{\mathbb {R} }u(x,t)\,dx=\int _{\mathbb {R} }u(x,0)\,dx.}
Ou seja, a quantidade total de {\displaystyle u(x,t)}  ao longo do domínio permanece constante no tempo.

## Teorema da Monotonicidade
Se {\displaystyle ||u(x,t)||_{L^{1}(\mathbb {R} )}\leq ||u(x,0)||_{L^{1}(\mathbb {R} )}} para todo {\displaystyle t>0}, e o teorema da conservação de massa, que estabelece que, sendo {\displaystyle u(x,t)} solução para a equação de Burgers com {\displaystyle u(x,0)\in L^{1}(\mathbb {R} )}, tem-se que:
{\displaystyle \int _{\mathbb {R} }u(x,t)dx=\int _{\mathbb {R} }u(x,0)dx}
Para demonstrar o teorema da monotonicidade da solução, definimos uma função de corte {\displaystyle \zeta _{r}(x)} e uma função sinal regularizada {\displaystyle L'_{s}(u(x,t))}.

### Função sinal regularizada
{\displaystyle S\in C_{1}(\mathbb {R} )}
{\displaystyle L'_{s}=\int S\left({\frac {\xi }{S}}\right)d\xi }
{\displaystyle sgn(x)={\begin{cases}1,&{\text{se }}x>0\\0,&{\text{se }}x=0\\-1,&{\text{se }}x<0\end{cases}}}

### Função de Corte
{\displaystyle \zeta _{r}(x)\in C^{1}(\mathbb {R} )}
{\displaystyle \zeta _{r}(x)={\begin{cases}1,&{\text{se }}|x|\leq r/2\\0,&{\text{se }}|x|\geq r\end{cases}}}
O teorema da monotonicidade da solução consiste em multiplicar a equação de Burgers por {\displaystyle L'_{s}(u(x,t))} e pela função de corte {\displaystyle \zeta _{r}(x)}, integrando em {\displaystyle [t_{o},T]\times [-r,r]}. Assim, obtemos:
{\displaystyle \int _{t_{0}}^{T}\!\!\!\int _{-r}^{r}L_{s}'\cdot \zeta _{r}(x)\cdot u_{t}dxdt+\int _{t_{0}}^{T}\!\!\!\int _{-r}^{r}L_{s}'\cdot \zeta _{r}(x)uu_{x}dxdt=\int _{t_{0}}^{T}\!\!\!\int _{-r}^{r}L_{s}'\cdot \zeta _{r}(x)\cdot \mu u_{xx}dxdt}
Resolvendo a primeira parte da equação:
{\displaystyle I\rightarrow \int _{\mathbb {R} }L_{s}(u(x,T))-\int _{\mathbb {R} }L_{s}(u(x,t_{o}))}
Pela parte III:
{\displaystyle III\rightarrow -\mu \int _{t_{0}}^{T}\!\!\!\int _{\mathbb {R} }Ls''(u)\cdot u_{x}^{2}dxdt}
Unindo todas as partes:
{\displaystyle \int _{\mathbb {R} }L_{s}(u(x,T))\leq \int _{\mathbb {R} }L_{s}(u(x,t_{o}))}
Então, quando {\displaystyle S\rightarrow 0}, temos {\displaystyle L_{s}(u(x,T))\rightarrow |u(x,t)|}, resultando em:
{\displaystyle \int _{\mathbb {R} }|u(x,T)|\leq \int _{\mathbb {R} }|u(x,t_{o})|}
O mesmo raciocínio pode ser aplicado para {\displaystyle r>1}.
No caso da conservação de massa, multiplicamos a equação de Burgers {\displaystyle u_{t}+uu_{x}=\mu \cdot u_{xx}} pela função de corte {\displaystyle \zeta _{r}(x)} e integramos em {\displaystyle [to,T]\times [-r,r]}, resultando em:
{\displaystyle \int _{-r}^{r}u(x,T)=\int _{-r}^{r}u(x,t_{0})}
Como a função {\displaystyle {\frac {d\zeta _{r}}{dx}}} tende a 0 quando r {\displaystyle \rightarrow \infty }, resulta que a função {\displaystyle u} é limitada, obtemos que os termos adicionais desaparecem, garantindo a conservação da massa na equação de Burgers.